# Idiomacromerus longicornis
Idiomacromerus longicornis is een vliesvleugelig insect uit de familie Torymidae. De wetenschappelijke naam is voor het eerst geldig gepubliceerd in 1997 door Askew.